# American Idiot
Az American Idiot a Green Day amerikai punk együttes hetedik albuma, egyben a zenekar első konceptalbuma. A lemez több országban is multiplatina státuszt ért el, több mint 14 millió példányban kelt el világszerte. Szerepel az 1001 lemez, amit hallanod kell, mielőtt meghalsz című könyvben.

## Számlista
Összes dalszöveg: Armstrong (kivéve a jelzett helyeken). Zene: Green Day.
1. "American Idiot" – 2:54
2. "Jesus of Suburbia" – 9:08
  - I. Jesus of Suburbia
  - II. City of the Damned
  - III. I Don't Care
  - IV. Dearly Beloved
  - V. Tales of Another Broken Home
3. "Holiday" – 3:52
4. "Boulevard of Broken Dreams" – 4:20
5. "Are We the Waiting" – 2:42
6. "St. Jimmy" – 2:55
7. "Give Me Novacaine" – 3:25
8. "She's a Rebel" – 2:00
9. "Extraordinary Girl" – 3:33
10. "Letterbomb" – 4:06
11. "Wake Me Up When September Ends" – 4:45
12. "Homecoming" – 9:18
  - I. The Death of St. Jimmy
  - II. East 12th St.
  - III. Nobody Likes You (dalszöveg: Mike Dirnt)
  - IV. Rock and Roll Girlfriend (dalszöveg: Tré Cool)
  - V. We're Coming Home Again
13. "Whatsername" – 4:12

## Közreműködők
- Billie Joe Armstrong – ének, gitár
- Mike Dirnt – basszusgitár, háttérvokál, ének (a Nobody Likes You c. dalban)
- Tré Cool – dobok és ütőhangszerek, háttérvokál, ének (a Rock and Roll Girlfriend c. dalban)
- Rob Cavallo – piano
- Jason Freese – szaxofon
- Kathleen Hanna – ének (a Letterbomb c. dalban)